# Bomassa
Bomassa – miejscowość w północnym Kongu, w departamencie Sangha, położone nad rzeką Sangha, przy granicy z Republiką Środkowoafrykańską.